# Kələntər Dizə
Kələntər Dizə è un comune dell'Azerbaigian situato nel distretto di Ordubad.